# LMC N49
LMC N49, N49 (PKS 0525-66, PKS B0525-661, PKS J0525-6604, SNR J052559-660453) — ярчайший остаток сверхновой в Большом Магеллановом Облаке приблизительно в 160 000 световых годах от Земли. Оценка возраста составляет около 5000 лет, при этом в результате вспышки могло выделиться вдвое больше энергии, чем при обычных вспышках сверхновых.
На снимках N49, полученных космической обсерваторией Чандра, обнаружен вытянутый объект, движущийся со скоростью несколько миллионов километров в час от яркого рентгеновского и гамма-источника, вероятно, от нейтронной звезды с очень сильным магнитным полем (магнетар), являющейся источником мягких повторяющихся гамма-всплесков. Однако есть свидетельства о том, что яркий источник может располагаться за пределами газового оболочки и только проецироваться на область, где находится диффузный объект. Наличие вытянутого диффузного объекта свидетельствует о том, что вспышка сверхновой была асимметричной. Оптические данные, полученные телескопом Хаббл, показали наличие ярких волокон в области, где ударная волна от сверхновой взаимодействует с плотными областями холодного молекулярного газа. Магнетар вращается с периодом 8 секунд и движется со скоростью около 1200 км/с. В плотном газе ударная волна замедляется до 100—300 км/с и создаёт яркое излучение в линиях нейтрального водорода, дважды ионизованного кислорода и четырёхкратно ионизованного неона. Излучение неона сложно обнаружить, поскольку оно находится в ультрафиолетовой области спектра. Очень важно заполнить пробел в наблюдениях между излучением в видимой области спектра при скоростях ударных волн около 100 км/с и в рентгеновском диапазоне при скоростях более 500 км/с.